# Ceyreste
Ceyreste är en kommun i departementet Bouches-du-Rhône i regionen Provence-Alpes-Côte d'Azur i sydöstra Frankrike. Kommunen ligger  i kantonen La Ciotat som ligger i arrondissementet Istres. År 2022 hade Ceyreste 4 847 invånare.

## Befolkningsutveckling
Antalet invånare i kommunen Ceyreste
Referens:INSEE